# Achlorhydrie
Als Achlorhydrie wird ein Fehlen der Magensäure im Magensaft bezeichnet. 
Bei der absoluten Achlorhydrie kann eine Säureproduktion auch nicht durch die Verabreichung von Pentagastrin (=pentagastrinrefraktäre Anazididät) provoziert werden, bei der relativen oder chemischen Achlorhydrie fehlt diese nur scheinbar, z. B. bei einer Pylorusinsuffizienz mit ihrem Rückfluss alkalischen Dünndarminhalts.
Eine absolute Achlorhydrie kann bei der Typ-A-Gastritis (Korpusgastritis, Autoimmungastritis) auftreten, da diese zu einem Schwund der Belegzellen der Magenschleimhaut führt. Auch eine Entfernung des Magens oder Vagotomie führt zur Achlorhydrie. Weiters ist sie ein Frühsymptom der perniziösen Anämie und neben wässrigen Durchfällen und einer Hypokaliämie auch eines der Symptome des WDHA-Syndroms. Auch bei fraktionierter Untersuchung des Mageninhalts wird dabei ein konstanter Mangel an Salzsäure nachgewiesen.
Da Magensäure die Resorption von Eisen fördert, führt eine Achlorhydrie zur Malabsorption und damit zu einem Eisenmangel (vgl. Eisen-Stoffwechsel).